# Michail Ignatiev

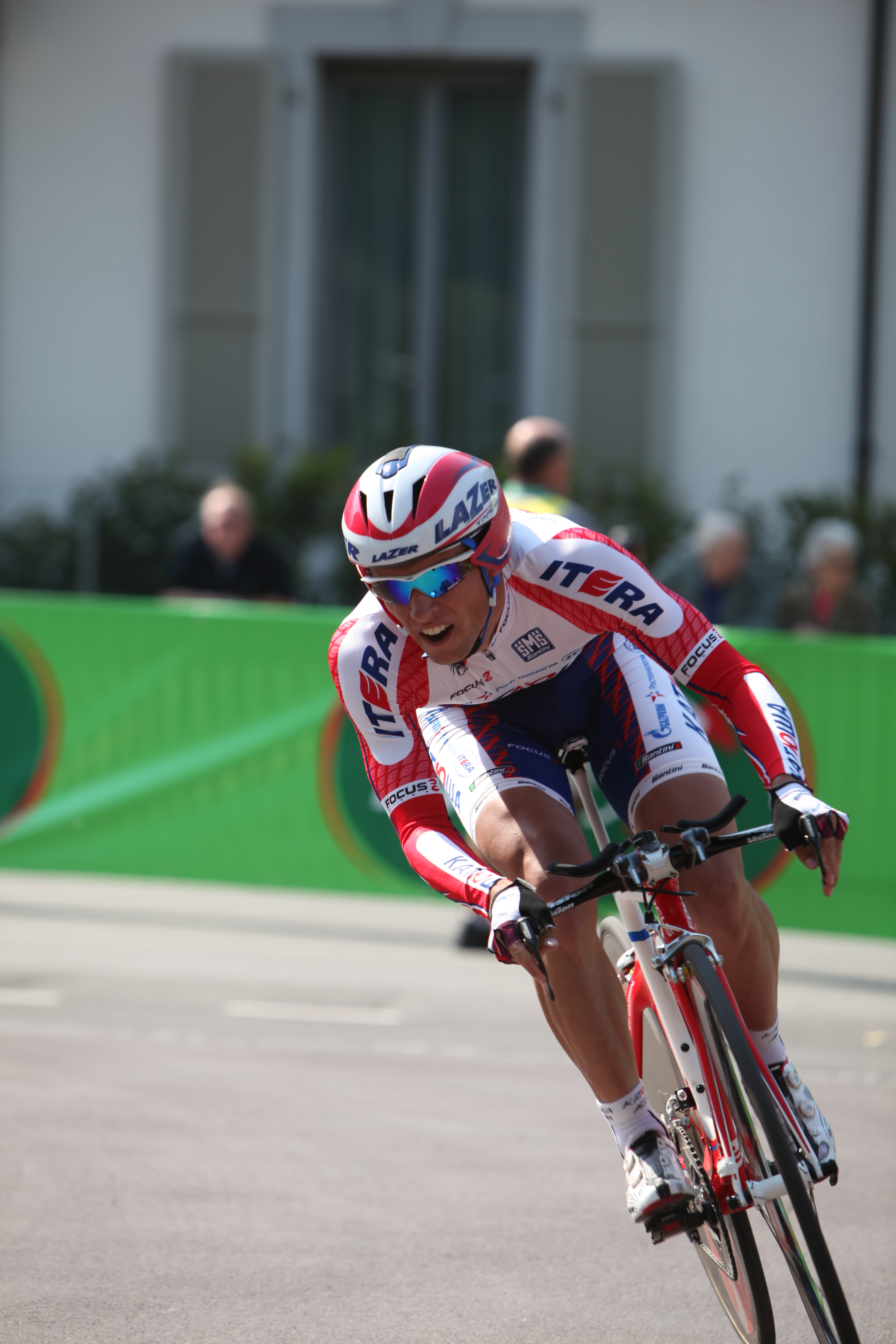
Michail Ignatiev under 2011 års Romandiet runt.

Michail Borisovitj Ignatiev (ryska: Михаил Борисович Игнатьев), född 7 maj 1985 i Leningrad, är en rysk professionell tävlingscyklist på bana och landsväg.
Ignatiev blev professionell för Tinkoff Credit Systems 2006, för vilka han har fortsatt tävla sedan dess. Stallet heter Team Katusha sedan säsongen 2009. Ignatiev vann tempoloppet för U23-cyklister under världsmästerskapen i Madrid 2005 och på bana tog han under de Olympiska sommarspelen 2004 i Aten guld i poänglopp.

## Början
Michail Ignatiev började cykla seriöst 1996 då hans föräldrar skickade honom till en cykelskola. Både hans mamma och pappa cyklade på en hög nivå i Sovjetunionen.
Ignatiev vann juniorvärldsmästerskapens tempolopp på landsväg under 2002 och 2003. Året därpå blev han U23-världsmästare i grenen. Samma år, 2004, tog han guldmedaljen i poänglopp under de Olympiska sommarspelen 2004 i Aten. Som amatörcyklist mellan 2004 och 2005 tävlade han för Lokomotiv.
På bancykling blev Ignatiev guldmedaljör under 2002 i 1000 meter tempolopp, poängtävlingen och i lagförföljelse tillsammans med Aleksandr Chatuntsev, Sergej Ulakov och Ilja Krestianinov. Året därpå blev han juniorvärldsmästare i lagförföljelse med Nikolaj Trusov, Kirill Demura, Anton Mindlin. Han blev också världsmästare i madison tillsammans med Nikolaj Trusov.

## Professionell karriär
Ignatiev skrev på sitt första professionella kontrakt inför säsongen 2006, när han började tävla för det ryska stallet Tinkoff Restaurants. Stallet tävlade i början främst i Ryssland, men Ignatiev visade också upp sig i de spanska lopp där stallet deltog. Han slutade tvåa i världsmästerskapens U23-tempolopp efter Dominique Cornu.
När stallet blev Tinkoff Credit Systems 2007 flyttade de ryska cyklisterna till Marina di Massa, Italien. I början på säsongen 2007 vann Ignatiev en etapp på Tour Méditerranéen och han vann Trofeo Laigueglia efter en sen attack. Senare under säsongen vann han prologen på Ster Elektrotoer, etapp 4 på Regio Tour och den första etappen av Vuelta a Burgos. Båda etappsegrarna var tempolopp. I slutet av den nämnda tävlingen Regio Tour stod det klart att Ignatiev låg tvåa i slutsammanställningen, 23 sekunder efter den vinnande spanjoren Moisés Dueñas Nevado. Under säsongen slutade han också tvåa i världsmästerskapens U23-tempolopp efter Lars Boom. 
Under säsongen 2008 tog Ignatiev brons i madison under de Olympiska sommarspelen 2008 i Peking tillsammans med Aleksej Markov. På landsväg slutade han tvåa på etapp 5 av Tour Méditerranéen efter Sylvain Chavanel. Ignatiev slutade trea på den 21:a, och sista, etappen av Giro d'Italia 2008 där Marco Pinotti vann, och tysken Tony Martin slutade tvåa.

### 2009
Inför säsongen 2009 byte Tinkoff Credit Systems namn till Team Katusha och blev ett UCI ProTour-stall. Ignatiev slutade på femte plats på etapp 5 av Tirreno-Adriatico bakom Andreas Klöden, Stijn Devolder, Thomas Lövkvist och Michele Scarponi. Han tog silver på de ryska nationsmästerskapens tempolopp bakom Artem Ovetjkin. Några dagar därpå slutade han fyra på nationsmästerskapens linjelopp bakom Sergej Ivanov, Jurij Trofimov och Jegor Silin. 
I juli 2009 slutade Ignatiev tvåa på etapp 5 av Tour de France 2009 bakom fransmannen Thomas Voeckler, en etapp där ryssen blev utsedd till den mest offensive cyklisten. På etapp 18, ett tempolopp, slutade ryssen trea bakom Alberto Contador och Fabian Cancellara.

## Stall
- Lokomotiv 2004–2005
- Tinkoff Credit Systems 2006–2008
- Team Katusha 2009–